# C'est dur d'être aimé par des cons
Pour plus de détails, voir Fiche technique et Distribution.
C'est dur d'être aimé par des cons est un documentaire français réalisé par Daniel Leconte et sorti en 2008.
Le réalisateur suit le procès intenté en 2007 contre le journal satirique Charlie Hebdo après la publication par ce dernier des caricatures danoises de Mahomet qui avaient prêté à polémique en 2005. Le titre du film reprend la phrase que prononce Mahomet dans la caricature de Cabu en une de Charlie Hebdo lors de la publication des caricatures danoises.
Ce documentaire a été sélectionné pour le Festival de Cannes 2008 où il était en compétition pour la Caméra d'or.

## Fiche technique
- Réalisation : Daniel Leconte
- Musique : Cyril de Turckheim
- Montage : Laurent Abellard et Grégoire Chevalier-Naud
- Photographie : Xavier Liberman, David Quesemand et Thomas Risch
- Production : Daniel Leconte
  - Production exécutive : Raphaël Cohen
- Société de production : Film en Stock, avec la participation de Canal+
- Société de distribution : Pyramide
- Pays de production :  France
- Langue originale : français
- Format : couleurs
- Durée : 110 minutes
- Dates de sortie :
  - France : 17 septembre 2008 ; 14 janvier 2015 (ressortie)

## Accueil critique
« Du grand art aussi instructif que tordant. » Le Monde.
« Passionnant, édifiant, drôle et émouvant. » Les Inrockuptibles.
Dans Le Monde du 6 septembre 2008, Pierre Assouline écrit : « Comment filmer un procès sachant que la loi ne le permet pas sauf dérogation exceptionnelle. Le documentariste Daniel Leconte a trouvé : reprendre l’affaire en amont et en aval, tourner avant et après les audiences, laisser traîner l’objectif et le micro dans la salle des pas perdus, fantastique chambre d’échos. Sans oublier l’essentiel : convoquer séparément les principaux acteurs de la pièce dans un studio, les confronter un à un à la lecture de la transcription des débats afin de les remettre dans le bain puis les interroger. Le résultat est l’un des films les plus édifiants, décapants et drôles de la rentrée, cinématographique et non télévisuelle. Une consécration pour un documentaire. Elle est amplement méritée. »
Dans Télérama  du 17 septembre 2008, Pierre Murat écrit : « Comme ce documentaire s’avère digne des grandes fictions, les deux avocats deviennent des personnages de premier plan. Maître Malka aux yeux pétillants  et au sourire banane, devient forcément le «  gentil » qui défend Charlie... Maître Szpiner lui, se glisse voluptueusement dans le rôle du méchant. Un suave à la Mankiewicz, style George Sanders dans Eve... Bien sûr, et c’est le plus important, Daniel Leconte signe, avec ce film essentiel, une réflexion ardente sur la liberté d’expression. Et sur les peurs et les lâchetés qu’elle suscite, hélas, chez ceux-là mêmes qui devraient les défendre sans états d’âme. »
Dans Libération du 17 septembre 2008, Laurent Joffrin écrit : « C’est un jugement voltairien. Le film limpide et drôle de Daniel Leconte sur le procès Charlie raconte pourquoi la publication des caricatures de Mahomet ne saurait constituer un délit... La France blanche, républicaine et assimilationniste d’antan ne connaissait pas ces dilemmes. En mineur, le bon film de Leconte montre qu’elle doit aussi apprendre les arcanes de la diversité. »